# 要石

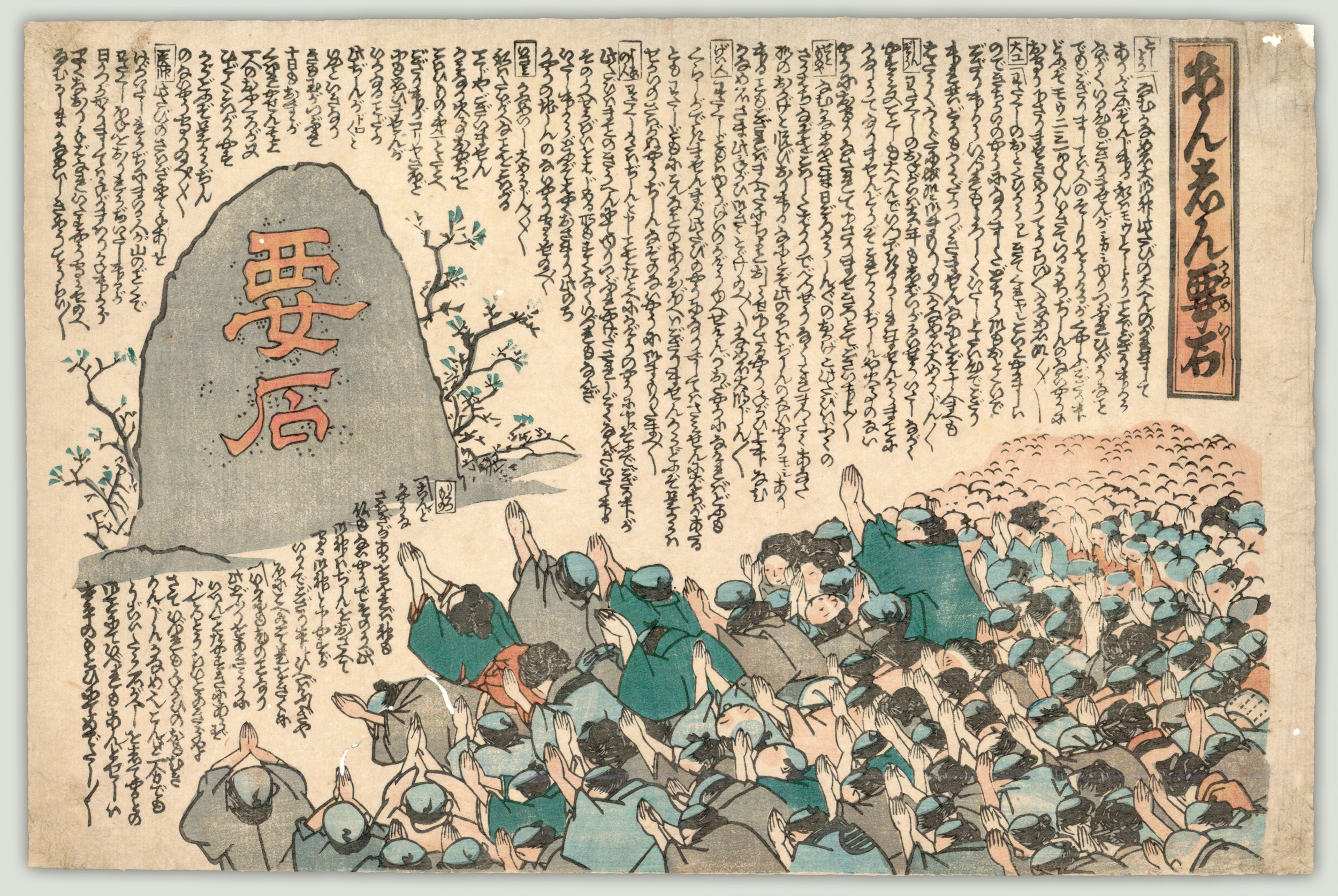
安政江戸地震の後に刊行された鯰絵「あんしん要石」

要石（かなめいし）は、茨城県鹿嶋市の鹿島神宮、千葉県香取市の香取神宮、三重県伊賀市の大村神社、宮城県加美町の鹿島神社に存在し、地震を鎮めているとされる、大部分が地中に埋まった霊石。

## 鹿島神宮

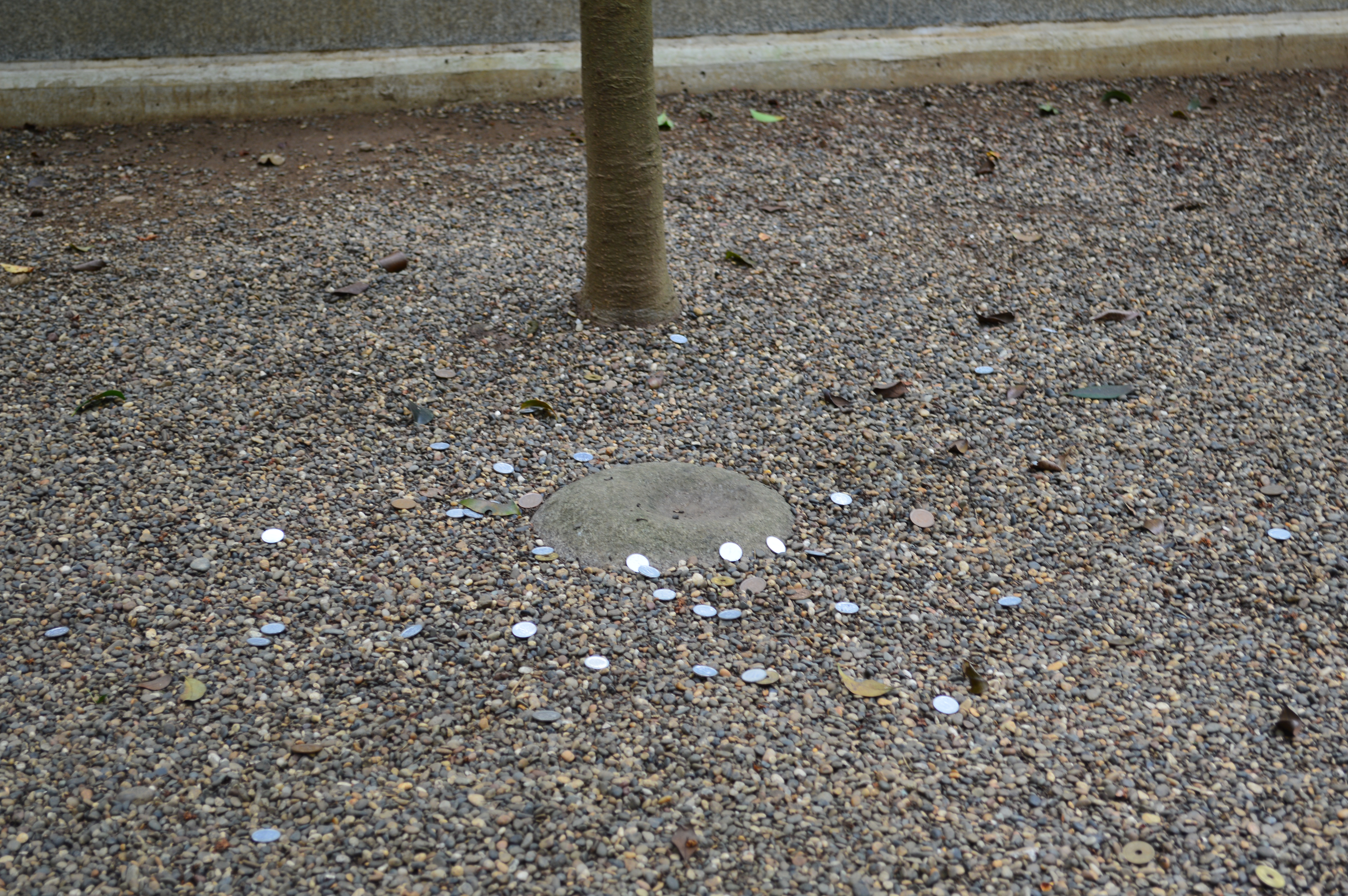
鹿島神宮の要石

鹿島神宮の要石は、鹿島神宮奥宮（武甕槌神の荒魂）の背後約50メートル、本宮より東南東約300メートル離れた、境内の森の中に位置する。
花崗岩で、地上露出部分はほんの十数センチメートルであり、凹んでいる。
鹿島神宮の要石は、「山の宮」、「御座石（みましいし）、石御座（いしのみまし）」と呼ばれる。日本神話の葦原中国平定において、天津甕星（天香香背男）は平定の大きな妨げになった（日本書紀、巻第二神代下、第九段一書の二）。天香香背男討伐にあたり、経津主神と武甕槌神は建葉槌命を遣わす（日本書紀、巻第二神代下、第九段本文）。鹿島神宮社伝によれば、武甕槌神は見目浦（みるめのうら）の磐座に降り、天香香背男討伐のため建葉槌命を派遣した。神が降りた磐座が現在の要石、住居が鹿島神宮の原型であると伝えられる。
『鹿島宮社例伝記』によれば、鹿島社要石は仏教的宇宙観でいう、大地の最も深い部分である金輪際から生えている柱と言われ、この柱で日本は繋ぎ止められているという。同じような謂れを持つ場所に琵琶湖の竹生島がある。また、日本書紀では「鹿島動石（ゆるぐいし）」「伊勢大神宮」など、漂う日本を大地に繋ぎ止める「国中の柱」とされる場所が全国に点在しているとされていた。『詞林采葉抄』などの文献資料から、神仏習合を経て14世紀中頃に要石のイメージは固まったと見られる。
古墳の発掘なども指揮した徳川光圀は、鹿島神宮と香取神宮の両宮を崇敬していた。1664年、要石（どちらの要石かは資料により一定しない）の周りを掘らせたが、日が沈んで中断すると、朝までの間に埋まってしまった。そのようなことが2日続いた後、次は昼夜兼行で7日7晩掘り続けたが、底には達しなかった。香取神宮史によれば、同年3月に同宮を参拝し、楼門前に桜を植えた。その際に香取の要石を掘らしたが根元を見ることが出来なかったという。
1255年（建長8年）に鹿島神宮を参拝した藤原光俊は、「尋ねかね 今日見つるかな 千劒破 深山の奥の 石の御座を」と詠んでいる。
江戸時代には「ゆるげどもよもや抜けじの要石 鹿島の神のあらん限りは」で締めくくる呪い歌を紙に書いて3回唱えて門に張れば、地震の被害を避けられるという風習があった。1596年の京都の公家日記『言経卿記』に、近畿地方で起こった地震の際に、余震避けとして3首の呪い歌が街中に貼られたという記録がある。
1855年10月の安政大地震後、鹿島神宮の鯰絵を使ったお札が流行し、江戸市民の間で要石が知られるようになった。地震が起こったのは武甕槌大神が神無月（10月）で出雲へ出かけたからだという説も現れた。

## 香取神宮

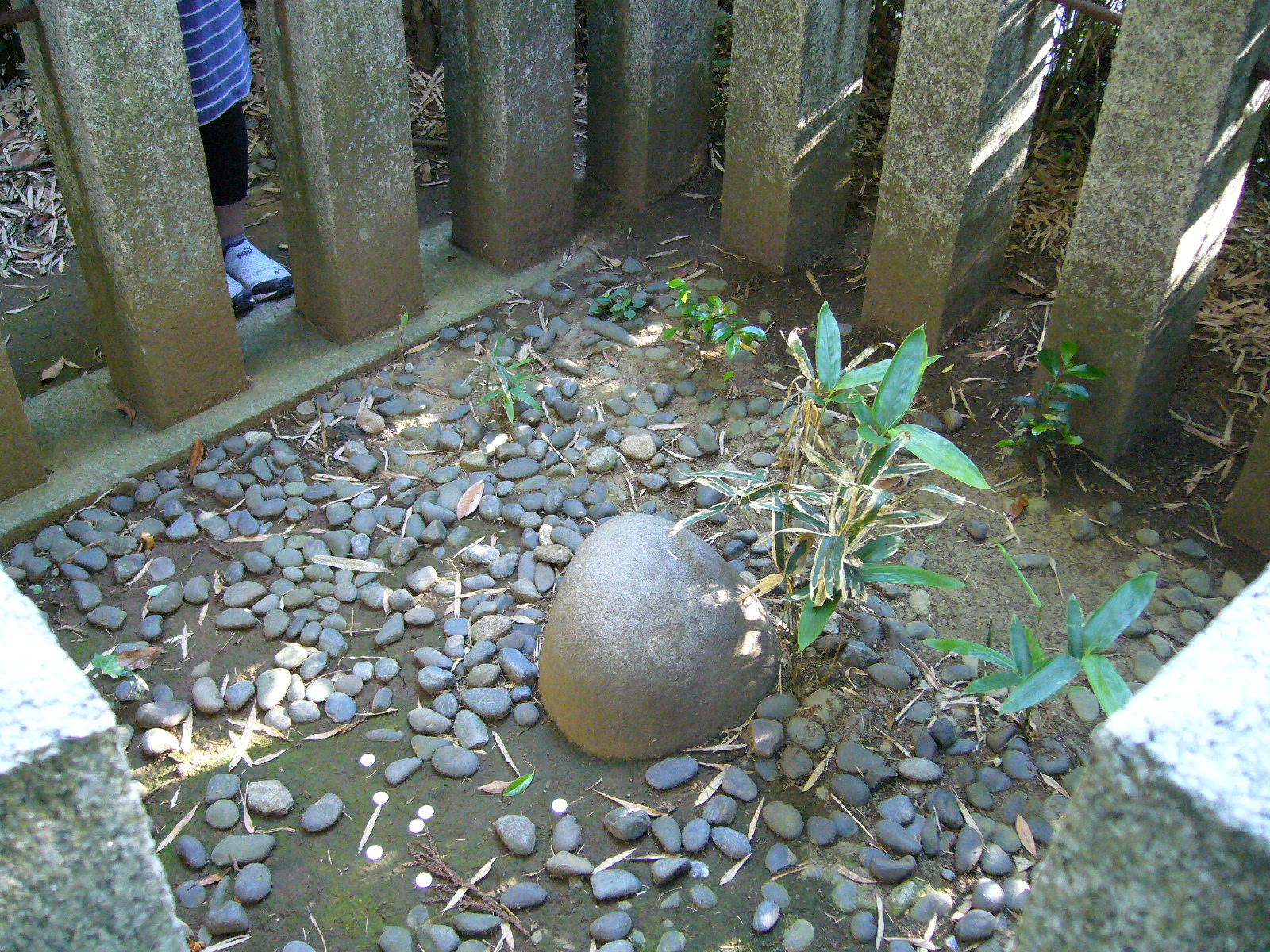
香取神宮の要石

香取神宮の要石の地上部分は丸い。香取神宮の要石は総門の手前にある。

## 大村神社

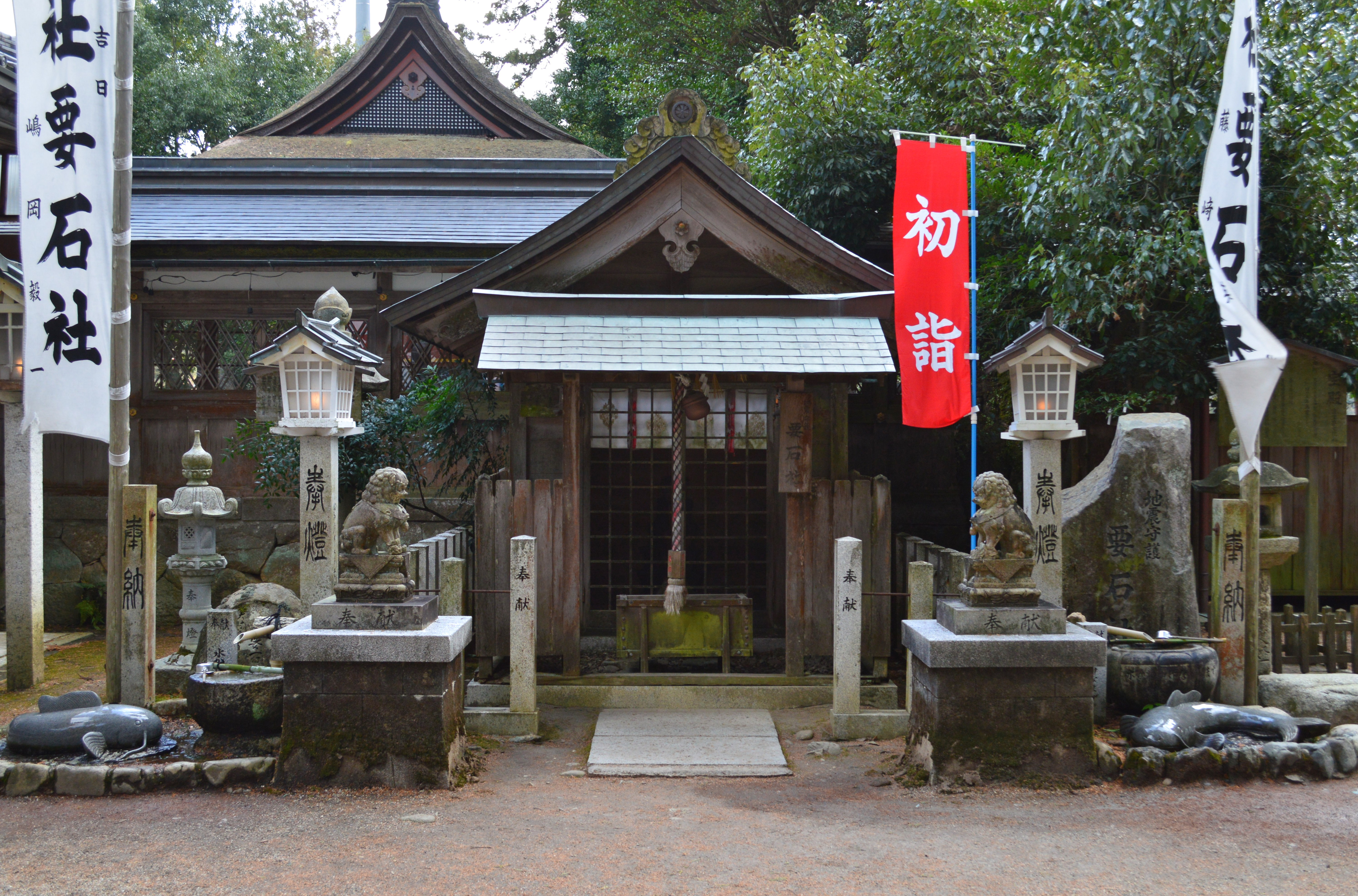
大村神社の要石社

三重県伊賀市（旧・青山町）の阿保に所在する大村神社は、土地の守り神である大村神を祀る地震との関わりが深い神社であり、拝殿の西側に大鯰を抑える形で奉鎮されている。
また、近隣の名張市の下比奈知には、地震の神であるなゐの神を祀っていたとされている名居神社が存在する。

## 鹿島神社

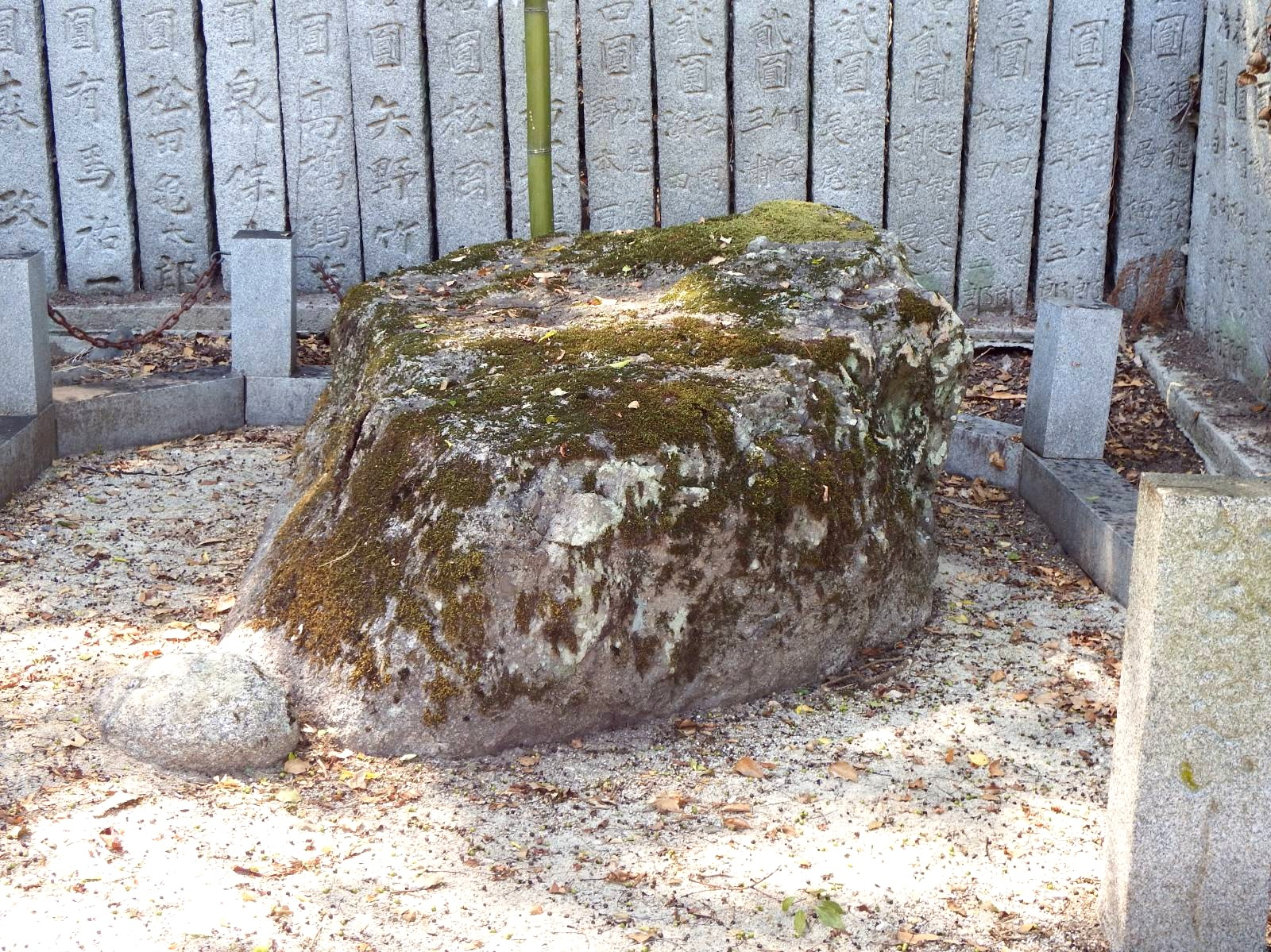
鹿島神社（愛媛県松山市北条鹿島）
この地方では、地底にいる大鯰の頭を鹿島神がこの石で押さえ地震を防いるので地震が少ないと言い伝えられていた。傍らの石に「ゆるぐともよもやぬけじな要石 鹿島の神のおわすかぎりは」が刻まれている。
鹿島神社（宮城県加美町）
宮城県加美町の鹿島神社にも要石があり、風土記によれば鹿島神宮のものを模したものだという。1973年にはまた別の要石が奉納され埋められた。
この鹿島神社は鹿島神宮と祭神は同じだが、他の多くの「鹿島神社」と違い、鹿島神宮ではなく塩竈神社からの勧請である。

## 各神社の関係

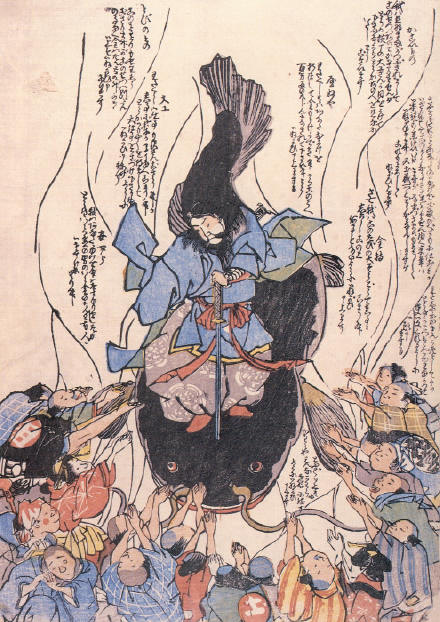
大鯰に剣を打ち下ろす武甕槌大神

『香取神宮小史』によれば、葦原中津国平定において香取ヶ浦はなお「ただよへる國」「地震（なゐ）頻り」であった。これは地中に大きな鯰が住みついて荒れ騒いでいるためであった。そこで香取と鹿島の大神は地中に深く石の棒をさし込み、大鯰の頭と尾を刺し通した。鹿島神宮の要石は大鯰の頭を押さえると伝えられる。鯰絵では、大鯰を踏みつける姿や、剣を振り下ろす姿がよく描かれる。
地上部分はほんの一部で、地中深くまで伸び、地中で暴れて地震を起こす大鯰あるいは竜を押さえているという。あるいは貫いている、あるいは打ち殺した・刺し殺したともいう。あるいは、2つの要石は地中で繋がっているという。また、龍は柱に巻き付いて国土を守護しているとも言われる。ただし、大鯰（または竜）は日本全土に渡る、あるいは日本を取り囲んでいるともいい、護国の役割もある。なお、鹿島神宮と香取神宮は、日本で古来から神宮を名乗っていたたった3社のうち2社であり（もう1社は伊勢神宮）、重要性がうかがえる。
要石を打ち下ろし地震を鎮めたのは、鹿島神宮の祭神である武甕槌大神（表記は各種あるが鹿島神社に倣う。通称鹿島様）と、香取神宮の祭神である経津主神だといわれる（前述）。ただし記紀にそのような記述はなく、後代の付与である。建御雷命（武甕槌神）は葦原中国平定で国津神を悉く鎮め平らげたことから、大地を要石で押し鎮めたという伝説が生まれたとされる。武甕槌大神は武神・剣神（剣をフルう神）であるため、要石はしばしば剣にたとえられ、石剣と言うことがある。『新鹿島神宮誌』では「建御雷神（タケミカヅチ）」、「布都御魂（フツミタマノツルギ）」の語源より「天にありては雷としてものを震わせ、地にありては地震として震う」とし、狭義としての地震ではなく「フツギョウ（払暁）」「万物の胎動としての震い起こし（剣を振う/震い起す大神、鹿島立ち、東国の芽生え、安産祈願としての常陸帯）」等の象徴的意味合から要石信仰がはじまったとする。
また、大村神社の要石も武甕槌大神と経津主神によって神護景雲元年（767年）に奉鎮されたものとされており、現在は配祀神として祀られている。
鹿島神社の要石については、鹿島神宮のものを模したものであるとされている。
伊能穎則（江戸時代末期の国学者）は「あづま路は 香取鹿島の二柱 うごきなき世を なほまもるらし」と詠んでいる。

## 比喩
要石は、動かせないもの、動かしてはならないものの比喩に使われることがある。
ただし、重要なもの、欠けてはならないものの比喩に使われるキーストーン (keystone) が要石と訳されることがある。そのため、この2つの比喩は混同しやすい。

## 要石が登場する作品
- 『ストーリーの迷宮』（阿刀田高） - 大きな地震が学校の授業中に起こらぬように要石に祈る男と巡り合った小説家の不思議な話「学校が危ない」という短編がある。
- 『東方緋想天 〜 Scarlet Weather Rhapsody.』（上海アリス幻樂団・黄昏フロンティア）- 対戦型格闘ゲーム。要石や大鯰、なゐの神などに関する伝承が元となっている。
- MAO（高橋留美子）
- すずめの戸締まり（新海誠）